# Día de Theodor Herzl

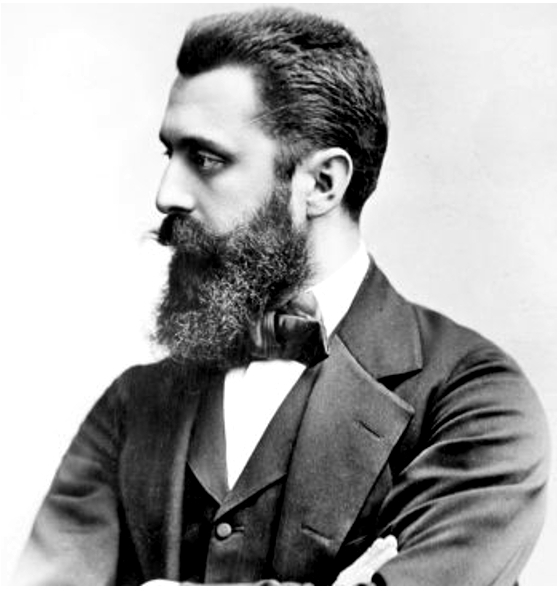
Theodor Herzl.

El Día de Theodor Herzl es un día de fiesta nacional israelí en conmemoración del aniversario del líder sionista Theodor Herzl. El 2004 la Kenésset (parlamento israelí) decidió que el día 10 del mes de Iar hebreo (generalmente en mayo del calendario cristiano), se conmemoraría el aniversario de Herzl. 
La celebración se lleva a cabo en el cementerio de la ciudad santa de Jerusalén, donde se encuentra enterrado Herzl. En los cuarteles militares y las escuelas se incluyen varias actividades y charlas sobre la visión y la tradición sionista que Herzl creó.